# Parasite Eve 2
A Parasite Eve 2 (パラサイト・イヴ2, Parasaito Ibu) egy 1999-ben kiadott akció-lövöldözős túlélőhorror videójáték, amit a Squaresoft fejlesztett és adott ki PlayStationre. 2011. augusztus 23-án PlayStation Networkon is megjelent. A Parasite Eve folytatása. Három évvel a New Yorkban történt incidens után Aya Brea az FBI-hoz kerül, mint NMC vadász. A Parasite Eve 2 pozitív fogadtatásban és kedvező kritikákban részesült. A Parasite Eve 2 PC-n a PlayStation emulátorok segítségével játszható.

## Játékmenet
A Parasite Eve 2-ben ugyancsak Aya Brea ügynököt kell irányítani, aki ezúttal az FBI embere, és NMC vadász. A játék rögzített külső kamera előtt játszódik. A hátterek előre rendelt állóképek, ezen kívül minden más 3D poligonos megjelenítést kapott. A felvehető tárgyak nem látszódnak, alig szúrható ki hollétük. Az Opciók menüben lehetőségünk van beállítani Aya járását – az Előre gomb nyomásával sétál, és mi segítjük a futásban, vagy a gomb lenyomásával ö maga fut, és segítjük a sétában. A hátra gombbal hátrál. A harcok alatt tudunk csak lőni.
Aya húsz dolgot visz magával, a harcok alatt használni kívántak kezdetben kevés, de táskák és golyóálló mellények vásárlásával és a játék különböző pontján meglelése után több helyünk lesz, amibe fegyvert, lőszert, életgyógyítókat és MP növelőket helyezhetünk el, továbbá talált tárgyakat, amik azok felhasználásuk után nálunk marad. A fegyverek lőszerutánpótlást igényelnek. Ha a fegyver ikon mellett L betű van, akkor töltve, az E (Equid) pedig azt jelzi, hogy az a fegyver van kézben. A játék különböző pontjain találunk lőszeres dobozt, de található egy fegyverterem, valamint amikor megérkeznek a kommandósok, rengeteg lőszert vásárolhatunk, de Gary Douglas-től is kérhetünk dryfieldi küldetésünk során. A játék különböző pontjain fejtörők és rejtvényeket találunk, valamelyik kirakós, kód beíró.
A harcok alatt BP-t (Bounty Point) lehet gyűjteni, amiből fegyvert, életgyógyítókat, lőszereket, golyóálló mellényeket, MP növelőt és egyéb védekező eszközt (Combat Light, Flare, Spray) lehet vásárolni. Az MP (Mitochondria Points) Aya természetfeletti erejére alkalmas, ami Föld, Víz, Szél és Tűz típusú. Minden képesség 3-as szintig növelhető, bár csak kettő van mindegyiknél, és ha az megvan hármasig, kapunk egy harmadikat. A Víz típusúak a gyógyításra, a Tűz az ellenség megsebzésére alkalmas. Társunkat nem tudjuk gyógyítani ezzel – mint Kyle Maddigant vagy Eve-et.
A harcok kezdetekor elszürkül a kép egy szívdobannással együtt. Be kell célozni az ellenfélt, aztán lőni. Kerüljük el az ellenfelek csapásait, hogy fellökjenek, megsebezzenek, vagy ránk ugorjanak. A játék egy részében Ayával tart egy kis időre Eve és Kyle Madigan, akiknek életerő csíkjuk a jobb felső sarokban, míg Ayáé a bal felsőben van az MP mérővel. Ha a társunk meghal, véget ér a játék. A Parasite Eve-vel ellentétben itt nincs Active Time Bar, amely szabályozza a csata sorrendjét. Egy harc véget érte után EXP, BP, HP és MP pontokat kapunk. Az elsővel vásárolhatok az MP képességek.
A játék alatt találunk ládákat, ahova nem kívánt tárgyakat tehetünk el. Amit az egyikbe beteszünk, az egy másikban nem található meg, vagyis nincs kapcsolat a ládák között – mint a Resident Evilben. Menteni a telefonoknál lehet, ahol jelentéseket adhatsz le a jelenlegi álláspontról. A Normal nehézségen végigvitt játék után kapott Replay módban a mentéskor megtekinthető a fegyver, a játékállás és a Parasite erők használata.
A történet folyamán több ellenféllel találkozik a játékos. Mutáns patkányokkal, denevérekkel, teveszerű kutyákkal, emberformájú szörnyekkel, kukacokkal, férgekkel, de mindemellett a nagyobbak, mint a zombikutya a bányában, az Eve által irányított szörny, a hulladékégető szippantós, az elefánthangú, tűzokádó szörny Dryfiledben, vagy a Golemmek, továbbá No 9 is azon van, hogy megakadályozzanak minket a játék előrehaladtával.

## Cselekmény
2000. szeptember 4, MIST központ és Akropolisz torony, Los Angeles
A Parasite Eve-ben is feltűnt Aya Brea az FBI MIST (Mitochondrial Investigation and Suppression Team) osztályán dolgozik, ami Los Angeles-ben található, akik NMC-ket (Neo-Mitochondrial teremtmények) vadásznak. Kezdetben az Akropolisz toronyban kezdi meg küldetését, ahol a lemészárolt SWAT tagokat és NMC fertőzötteket talál. Egy életben maradt SWAT tagtól kulcsot kap a kávézóba, ahol talál egy terhes nőt, de az is átváltozik. A kávézón keresztül eljut a templomba, ahol Rupert társát találja, akit egy ellenfél majdnem kivégez, de elmenekül. Ezután feljut a toronyba, ahol szembe találja magát No 9-cel. Miután legyőzte és az elmenekült, Ruperttel elmenekülnek a toronyból még a robbanás előtt.
2000. szeptember 5. Mist központ és Dryfield
Másnap Aya és Rupert beszámolnak a történtekről főnöküknek. Egy újságban idegen támadásokat jelentettek, melyben egy marha megcsonkításáról írnak. Aya kap egy igazolványt, térképet Dryfieldről, valamint fényképet a megcsonkított állatról. Az autója csomagtartójában pakol a felszerelései között, amikor kollégája, Pierce Carradine jó hírrel szolgál neki. A kávézóban átváltozott nőből talált mikrochipen nyomot talált, mégpedig homokot, ami Dryfieldbe vezet.
Aya megérkezik Dryfieldbe, ahol az odatelepedett lények mellett egy helyi túlélővel, Gary Douglas-szel és annak kutyájával, Flinttel találkozik. Douglas egy harc során elvesztette a lábát, emellett fegyverárus, akitől Aya kap fegyvert. Ad egy szobát neki, ahol piheni tud. Onnan rálát a víztoronyra, amin megpillant egy férfit. A toronyba próbál feljutni, de a kutyák útját állják. Amikor legyőzi őket, feljut a toronyba a férfihoz, aki Kyle Madigannek mutatkozik be és ugyanúgy nyomozó. Aya ezután a város egyik nyugati részére jut, ahol sikolyokat hall az egyik házból. Douglas-től kap szerszámot, és átjut abba a házba, ahol találkozik ismét No 9-cel, aki elhamvasztja a megkínzott nőt. Aya ismét legyőzi, de ezúttal elveszti az eszméletét. Álmában egy kislányt lát, aki egy asztalon fekszik.
Éjszaka továbbra is abban a házban van, amikor megérkezik Kyle és ott találja. Fegyvert tart rá, de Aya hirtelen felriad és lángra lobbantja a férfi jobb karját, majd ő tart rá fegyvert. Kyle Douglas-től tudta meg, hogy Aya ideérkezett, aki pedig nem érti, mi történt és hova tűnt az ellenség. Tudatja a nővel, hogy a lények fészke a dombokon van. El akarnának menni oda, de Aya autóját denevérszerű szörnyek tönkretették, így Douglas autójával menekülnek el. Míg Douglas megjavítja, Aya szerez bele benzint, majd pihen és lezuhanyzik. Újabb álmot lát arról a kislányról. Éppen zuhanyzik, amikor a városba megérkezik egy tűzokádó szörnyeteg, akit Aya legyőzz, majd Kyle-al elhagyják a kisvárost.
2000. szeptember 6., Dryfield külvárosa, bányák és a búvóhely
Aya és Kyle eljutnak a dombokhoz, de megtámadják őket a kutyák. Kyle megsérül, Aya elintézi az elejét, míg megkéri a férfit, siessen a bányákba. Nemsokára utána siet a bányákba. Átjut egy letört sínre helyezett deszkán, kinyitja az elektronikus zárat a kapukon. Továbbmenve megküzd egy zombi kutyával. megtalálja Kyle fegyverét, aki valószínűleg meghalt. A második kaput kinyitva eljut az említett búvóhelyre, ahol újabb ellenfelekkel kerül szembe. Eljut a fészekhez, ahol látomása lesz. Ugyanazt a kislányt látja, akit katonák üldöznek. Elmegy a fészekhez, majd tovább kutatja a helyet. Csapdába esik egy kamrában, ahol mérges gáz terjed, és a szemétégetőbe ugrik. Ott is ellenféllel találja magát szembe, akit hamar elintéz. A zárt ajtót végül a halottnak hitt Kyle nyitja ki és mennek tovább.
Vissza Dryfield-be (a jó befejezéshez)
A páros eljut egy csatornába, ami visszavezeti őket Dryfieldbe. Aya Flint ugatására lesz figyelmes, így megy körülnézni, míg Kyle visszamegy a búvóhelyet átnézni. Flint elvezeti Ayát a víztoronyhoz, ahol a sérült Pierce-t találja. Hozz neki jeget, majd miután jobban lesz, ellátogat Douglas-hez, majd visszatér a küldetésére.
A búvóhely és Neo Ark
Aya körülnéz a búvóhelyen. Egy laboratórium számítógépét feltörve információkhoz jut a kutatásokról, majd a fészeknél ismét találkozik Pierce-szel, aki információkkal szolgál neki és átadja az Aya által talált mikrochipet, amin követni tudja majd a hollétét. Lejut Neo Arkba, ahol különleges erőket érez. Szét néz a piramisban, az erdőben, a víz alatti helyeken, majd visszatér a búvóhelyre – eközben gólem katonákat engednek ki. Egy nagyobb erőt érez, amit aztán megtalál. Egy gyereket, aki ráuszít egy szörnyet, de legyőzi. Utána menne, de megjön Kyle, aki megölné a gyereket, de megállítja. Leveszi a sisakját, és az álmában látott kislányt találja maga előtt, aki aztán sírva bújik oda hozzá. Kyle úgy véli, bajt okozhat a kislány, hiába tűnik ártalmatlannak. Aya nem akarja bántani. Megszólal a telefon, amin Pierce-szel beszél. Amikor menekülnének, a gólemek megtalálják őket és mérges gázt dobnak nekik. Kyle utat tör a menekülésre, ő gázálarccal marad és elintézi az ellenséget. Aya és Eve kijutnak a kamrából, de Eve hirtelen elfut. Aya követi a vízalatti alagútban, ahol No 9 foglyul ejti és elviszi Eve-et. Aya nem lát más választást, meg kell mentenie.
Aya siet vissza a fészekhez, de gólemek és más szörnyek állják az útját. A fészekben nem találja Pierce-t, de annak üzenetét igen, majd kinyitja a földalatti parkolóba az ajtót és lemegy. Szerez egy kocsit, az alagútban eljut a kijáratig. Ott újabb gólemek várnak rá, seregestől, de a hadsereg megérkezik és elpusztítják őket. A fehér házban információkkal látják el az elnököt.
Aya az egyik hadnagynak beszámol a történtekről, és kéri, keressék meg Eve-et. Úgy dönt, őmaga indul el. Kint találkozik Flinttel, aki üzenetet hozott Douglas-től. Valamint másik kollégájával, Jodie-val (ha Ruperttel, akkor a Szomorú befejezést kapjuk). Kap fegyvert és lőszert, majd elindul Eve keresésére Flint segítségével. Pierce-t megtalálja a gólem kamrában, majd visszamegy a fészekig, ott pedig No 9-et, Eve-et, valamint Kyle-t. Úgy tűnik, Kyle az ellenség oldalán áll, aki beszámol némi részletről, majd No 9 utasítására – hogy ölje meg ugyan – meglövi. Ezután No 9-et és a fészek egy darabját, ami aztán elnyeli No 9-et. Kyle bocsánatot kér Ayától, és elmondja, miért tette. Eve megszólal, de aztán bekövetkezik a baj. Az elnök parancsára bombákat lőnek ki Dryfield-re és a búvóhelyre. Dryfield elpusztul, a fészeknél a híd közepe lerobban. Aya kisebb sérülést szerez, Eve lezuhan, Kyle bal lába térdtől leszakad a robbanástól és az eszméletét is elveszti.
Aya lejut a fészek aljába, ahol szembe néz az első nagy ellenféllel. Legyőzése után megnyitja a hidat, Eve-ért menne, de a szörny csápja elnyeli és egy, az első részben is látott Eve ellenfél jelenik meg. Sikeresen legyőzi végül. Kyle megjelenik mellette – bár úgy tűnik, álmodja – és bevallja érzéseit. Megérkezik a felmentő sereg és kórházba viszik őket. A következő napon az elnök is értesül a hírről.
Epilógus (Aya naplója, csak a Jó Befejezésben)
Folyamatban
2001. szeptember 1., Nature Múzeum, New York
Aya és Eve ellátogatnak a múzeumba, hogy Aya egyúttal végre szórakozni is járjon, mint szörnyeket gyilkolni. Felfigyelnek az ajtó nyílására, ahol egy férfi jelenik meg. Nem tudják ki, mivel az árnyékban áll. Aya jobban megnézi, és akkor látja, hogy Kyle Madigan áll ott, és rendbe jött a lába. Örül, hogy ismét láthatja.

### Befejezések

#### Szomorú befejezés (Sad Ending)
A következők elmaradásakor lesz ez:
- Ha három percen belül nem intézzük el Dryfieldben a tűzokádó szörnyet, Gary Douglas kutyusa, Flint meghal.
- Amikor beütjük a Fullmon Gate kódját, nem megyünk vissza Dryfieldbe, hogy megmentsük Pierce-t.
- Menj vissza a búvóhely negyedik emeletére
- Menj a lifttel a harmadik emeletre. Kyle belöki Ayát a második emeletre, így megkapod a Josida kártyát, amivel aztán a kettes emeleten található laboratóriumba beléphetsz. kyle felhívja Ayát a laboratórium telefonján.
- A Pad Service Gantry-n találkozzunk Kyle-al.
- Használjuk fel a kettes emeleten az ARK-nál a ARKCAM rendszert.
- Nursery-ben mentsük meg Eve-et Neo Ark után.
- Ne használj több lőszert és ne térj vissza a Podba.
- Találkozz Ruperttel a hadsereg táborában.

#### Normal Befejezés
- Flint maradjon életben, így győzd le három percen belül a tűzokádót.
- Old meg a Fullmoon Gate kirakót.
- Térj vissza Dryfieldbe és ments meg Pierce-t. A talált jégkamrából kell háromszor jeget vinni neki, de ezt az odaút megtisztítása után csináljuk, különben Water Bag-á válik a jég, ami megöli Pierce-t.
- Térj vissza a búvóhelyre
- Öld meg az első emeleten a Brain Stringert a korridorban.
- Legyen nálad a Bowman Card (amit az akropolisz toronyban vehetsz magadhoz). Ezt használd fel a laboratórium számítógépén. Ezután Pierce felhív. Találkozz a Pod Service Gantry-nál (a fészeknél) Pierce-szel.
- Menj a kettes emeleten a lifthez, amit Pierce aktivál.
- Mentsd meg Eve-et Nursery-ben.
- Ha megvan, Pierce ismét felhív.
- Térj vissza a fészekhez, találd és olvasd el Pierce feljegyzését. Ne telefonálj és ne hívj senkit.
- Ezután a vége felé ne mentsd meg a Gólem faggyasztókamrában Pierce-t.

#### Jó Befejezés
Aki 100%-os végigjátszást akar, a következők legyenek meg:
- A tűzokádó három percen belüli legyőzése után Flint életben marad.
- Old meg a Fullmoon Gate kirakót.
- Térj vissza Dryfieldbe és mentsd meg Pierce-t a víztoronynál. Vigyél neki háromszor jeget.
- Térj vissza a búvóhelyre
- Öld meg az első emeleten a Brain Stringert a korridorban.
- Legyen nálad a Bowman Card (amit az akropolisz toronyban vehetsz magadhoz). Ezt használd fel a laboratórium számítógépén. Ezután Pierce felhív. Találkozz a Pod Service Gantry-nál (a fészeknél) Pierce-szel.
- Menj a kettes emeleten a lifthez, amit Pierce aktivál.
- Mentsd meg Eve-et Nursery-ben.
- Ha megvan, Pierce ismét felhív.
- Térj vissza a fészekhez, találd és olvasd el Pierce feljegyzését. Ne telefonálj és ne hívj senkit.
- Telefonálj a sterilizáló szobában vagy a parkolóban.
- A hadsereg táborban Aya találkozik Flinttel, aki üzenet hozott gazdájától. Aztán Jodie-val is. Flintnek meg kell mutatni a talált játékmacit, amin Eve illata van, így követni tudja majd, és elvezeti egy kamrába, amin keresztül a fészekhez jutunk vissza.
- Mentsd meg Pierce-t a gólem fagyasztó kamrában.

## Szereplők
- Aya Brea: 28 éves FBI nyomozó, aki az NMC-k kiirtásán dolgozik, ezért keresztül vágja magát Dryfieldet a Shelteren át Neo Arkig (a japán verzióban Shambala).
- Kyle Madigan: 29 éves amerikai NMC Vadász, akivel Dryfieldben találkozik először Aya. Segítik egymást, együtt hagyják el Dryfieldet, de a bányáknál megsérül a kutyák által. Később No 9 oldalán mutatkozik, azt hitetve el Ayával, elárulta, és rálő. Aztán No 9-et, és elmondja, miért tette. Aya megérti és megbocsát neki. A fészek berobbantásakor a bal lába térdtől leszakad, de a játék végére rendbe jön.
- Eve: 10 éves kislány, akit Ayáról mintáztak, és tűnik fel a nő álmaiban. Akaratán kívül irányították, még Ayára is rászabadított egy szörnyet, de együtt menekül el vele, míg nem kapja el No 9. A játék végére Aya húgaként fogadja örökbe.
- No 9: A játék egyik ellensége, aki az Akropolisz tornyos gyilkosság alatt tűnik fel először. Egy templomban támadt Rupert Broderickra, de hamar elmenekült Aya érkezésekor. Később a torony tetején Aya legyőzi és elmenekül. Majd Dryfiledben Aya ismét megküzd vele, megint legyőzi. Aztán Neo Arkban elrabolja Eve-t, majd felfalja a Braham, miután Kyle meglőtte.
- Rupert Broderick: 37 éves, Aya társa. A lánya meghalt a New York-i incidenskor, azután kerültek Ayával az FBI-hoz. A játék végére a MIST főnöke lett.
- Pierce Cardine: 31 éves, Aya munkatársa. A játék elején ő felügyelte Aya lőgyakorlatát. A játék során, ha a búvóhelyen található alagútban visszatérünk Dryfieldbe, meg kell mentenünk úgy, hogy háromszor viszünk a sebére jeget. Később Neo Arkban is meg kell menteni – ha ezt megcsinálja a játékos, a Good Ending-et (Jó befejezés) kapja meg.
- Gary Douglas: 45 éves fegyverárus, akivel Dryfieldben találkozik Aya. Öltözéke vadnyugatias. Van egy Flint nevű kutyája. Segíti Ayát a városban tartózkodása alatt. Fegyvert és egyéb eszközt (kulcsot, szerszámot) ad neki, valamint a kocsiján is odaadja, hogy Aya és Kyle Madigan a dombokra jussanak. Amikor Dryfieldre kilövik a bombákat, megsérül, de túléli.
- Jodie Bouquet: 24 éves, a MIST fegyveradója, Aya jó barátja. Ha a játék Jó Befejezését játsszuk, találkozhatunk vele a hadsereg táborában.
- Eric Baldwin: A játék elején ő a MIST főnöke, helyét Rupert Broderick veszi át.

## Helyszínek
- MIST központ: Los Angeles-ben található. Aya itt végzi a lőgyakorlatot, itt kap fegyvert és beszél a főnökével a játék elején.
- Akropolisz torony: Az első helyszín, ahol a küldetését végzi Aya. Itt találja a legyilkolt SWAT tagokat, No 9-et, akivel a torony tetején megküzd, majd Ruperttel menekülnek el, mielőtt az felrobban.
- Dryfield: Nevada államban található a Mojave sivatagban. Lakatlan, szörnyekkel teli kis város, ahol boltok, motelek és Gary Douglas lakókocsija, valamint garázsa van, és a kút. Aya itt találkozik először Kyle Madigannal, majd küzd meg ismét No 9-cel. Aya és Kyle Douglas autójával hagyják el a várost.
- Dombokon és a bányák: Aya és Kyle ideérkeznek, miután lehagyták Dryfieldet. Kutyák támadnak rájuk, Kyle megsérül, de Aya kérésére a bányába siett, míg az elintézi a kutyákat, majd bemegy. Itt Aya elintéz egy nagyobb kutyát, megtalálja Kyle fegyverét, és azt hiszi, megölte ez a szörny. Ezen keresztül eljut a búvóhelyre.
- A búvóhely (Neo Ark): Aya egy bázisnak kinéző helyre jut, ahol újabb szörnyekkel küzd meg. Egy szemétégetőből kiszabadítja Kyle, később megtalálja Eve-et. neo Arkon keresztül eljut egy piramishoz, egy folyóhoz és templomba.
- A fészek: Ide többször is eljön Aya, utoljára azért, hogy végignézze, No 9-et elnyeli a Braham, majd ahogy berobbantják a bombák. Eve lezuhant, Kyle bal lábát térdtől leszakítja a robbanás. Ennek alján két szörnyet is lever, majd megmenekülnek.
- Fehér ház: Washingtonban az elnököt értesítik a történtekről alkalmanként.
- Hadsereg tábora: Miután Aya először kijut a búvóhelyről, gólemek serege várja, de a hadsereg megmenti. A táborban Aya találkozik Jodie-val és Flinttel (jó befejezés) vagy Ruperttel (szomorú befejezés). Itt magához vehet fegyvert és lőszert.
- Nature Múzeum: New Yorkban található, ahova egy évvel később ellátogat vakációzni Aya és Eve, hogy főleg a kislány tudását fejlesszék. Kyle Madigan is csatlakozik hozzájuk. Ide csak a Jó befejezésben látogatunk el.

## Fogadtatás
A Parasite Eve 2 pozitív fogadtatásban részesült a játék kritikusok körében. A GameRanking 78,46%-ra értékelte, a Metacrirtic 79 pontot adott a 100-ból, tizennégy kritikus szavazatából. 2004 februárjáig több mint egy millió példány kelt el a játékból. A Square Millenium Collectionban Aya akciófigura és karakter modelljéről, Saku Jumikoról látható egy portré.
- GameRankings: 78,46%[forrás?]
- Metacritic: 100-ból 79 pont[forrás?]
- Allgame: 5-ből 3,5 csillag[forrás?]
- Famicú: 40-ből 30 pont[forrás?]
- GamePro: 5-ből 4 csillag[forrás?]
- Game Revolution: B-[forrás?]
- GameSpot: 10-ből 7,3 pont[forrás?]
- IGN: 10-ből 6,9 pont[forrás?]
- Official PlayStation Magazine (US): 5-ből  4,5 csillag[forrás?]
- Play Magazine: 89%[forrás?]

## Fordítás
Ez a szócikk részben vagy egészben  a   Parasite Eve II című angol Wikipédia-szócikk fordításán alapul.  Az eredeti cikk szerkesztőit annak laptörténete sorolja fel. Ez a jelzés csupán a megfogalmazás eredetét és a szerzői jogokat jelzi, nem szolgál a cikkben szereplő információk forrásmegjelöléseként.